# Ирландско-российские отношения
Ирландско-российские отношения — дипломатические отношения между Республикой Ирландией и Российской Федерацией.

## История
В июне 1920 года правящая партия Шинн Фейн в надежде на международное признание Республики Ирландии как независимого государства установила дипломатические отношения с РСФСР, заключив договор в Дублине. По мнению историка Эдуарда Карра, переговоры проходили не очень уверенно и не воспринимались серьёзно с обеих сторон.
В 1973 году Ирландия стала членом Европейского союза.
Официально совместное коммюнике об обмене дипломатическими представительствами между СССР и Ирландией было подписано 29 сентября 1973 года. До этого Ирландия не признавала СССР.  Сотрудничество между странами вступило в свою активную фазу ближе к концу Холодной войны, когда политика перестройки открыла много дополнительных возможностей как для капиталистических стран, так и для стран соцлагеря. Обе страны на данный момент состоят в Организации по безопасности и сотрудничеству в Европе.
9 сентября 2010 года в Москве состоялась встреча Президента РФ Дмитрия Медведева с Президентом Ирландии Мэри Макэлис; это первый визит Президента Ирландии в Россию со времён установления дипломатических отношений между двумя странами.
1 февраля 2011 разразился скандал: российский дипломат был выдворен из Ирландии по обвинению в подделке паспортов для российских разведчиков-нелегалов, работавших в США.
26 марта 2018 года ирландское правительство приняло решение выслать одного российского дипломата из Ирландии. Это было связано с предполагаемым отравлением Сергея и Юлии Скрипаль в Солсбери.

### После вторжения России на Украину
24 февраля 2022 года ирландский премьер-министр Михол Мартин осудил вторжение России на Украину как «аморальное и возмутительное нарушение самых фундаментальных принципов международного права» и «шокирующий убийственный акт агрессии против суверенного мирного государства» и пообещал, что санкции ЕС будут жесткими.
В этот же день вход в российское посольство в Дублине облили красной краской.
7 марта водитель грузовика въехал на грузовике в российское посольство; никто не пострадал.
После начала российского вторжения на Украину Ирландия, как одна из стран ЕС, ввела санкции против России, а Россия внесла все страны ЕС в список «недружественных государств».
По состоянию на апрель 2022 года в Ирландии находился 31 российский дипломат.
В ноябре МИД России заявил о персональных санкциях в отношении 52 ключевых представителей руководства и политических деятелей Ирландии, в качестве мер «ответа на последовательную цепь враждебных действий, предпринятых в последние месяцы ирландскими властями в отношении России, включая поддержку антироссийских санкций по линии ЕС и русофобскую риторику Дублина, в ряде случаев доходившую до прямых оскорблений российских официальных лиц».

## Экономические отношения
Экономические отношения между Россией и Ирландией трудно назвать развитыми, однако в 1991 году после развала СССР Борис Ельцин подписал договор о поставке сельхозтоваров из Ирландии, однако договор был прерван в 2000 году при президенте РФ Владимире Путине ссылаясь на отсутствия потребности в сельхозтоваров в России

в 2014 году множество миллиардеров из России переехало в Ирландию из-за льготных налогов, что значительно повлияло на экономическое состояние Ирландии